# Марлов
Марлов (нем. Marlow) — город в Германии, районный центр, расположен в земле Мекленбург-Передняя Померания.
Входит в состав района Северная Передняя Померания. Население составляет 4770 человек (на 31 декабря 2010 года). Занимает площадь 139,81 км². Официальный код — 13 0 57 057.
Город подразделяется на 26 городских районов.

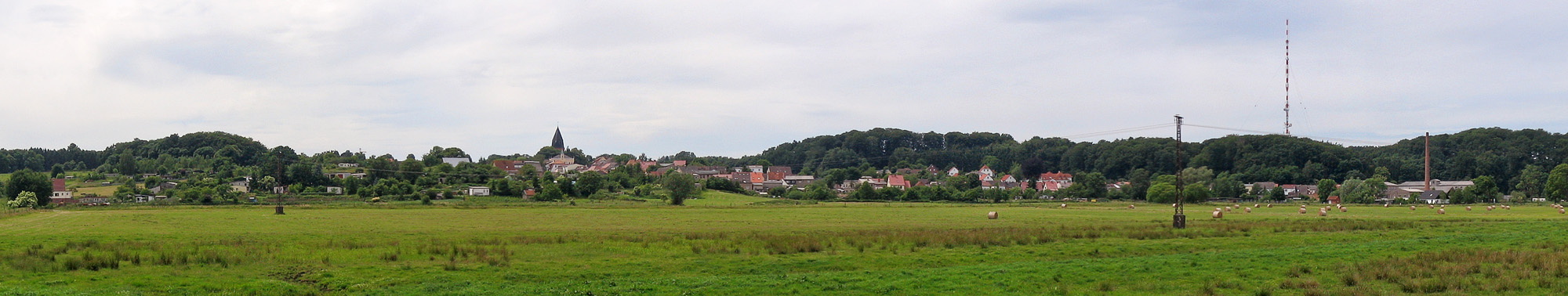
Панорама Марлова

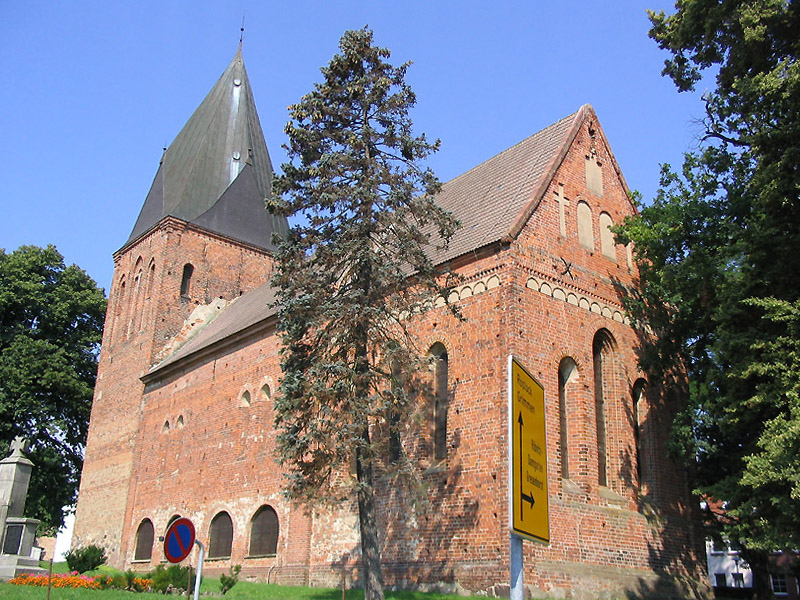
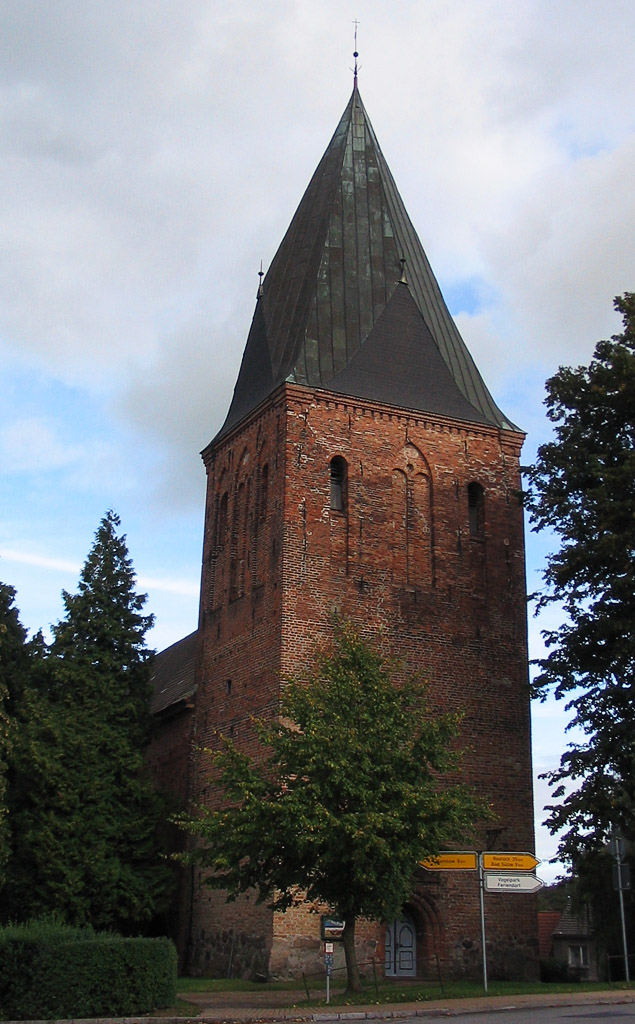
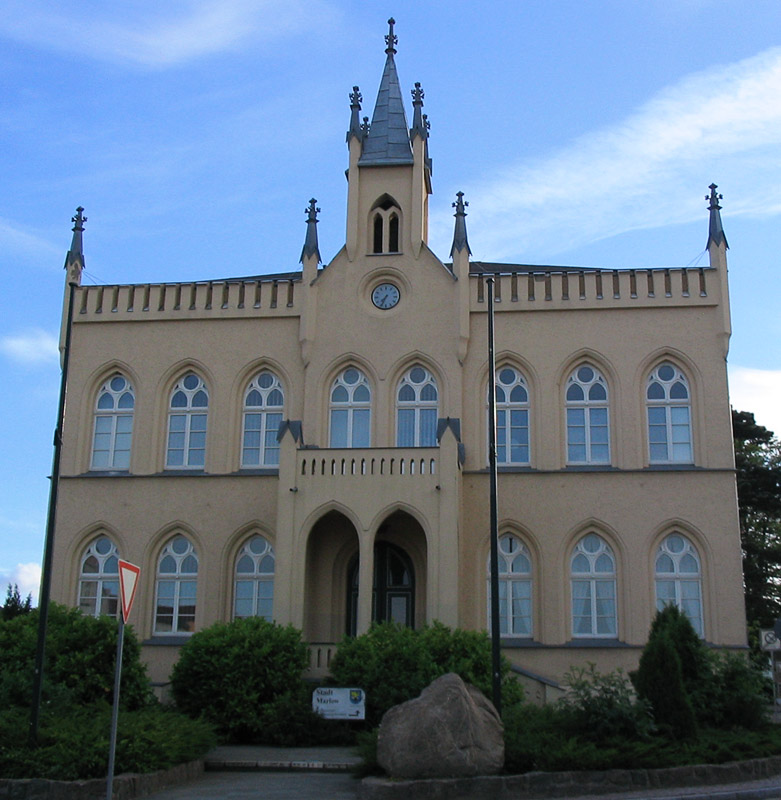
Ратуша
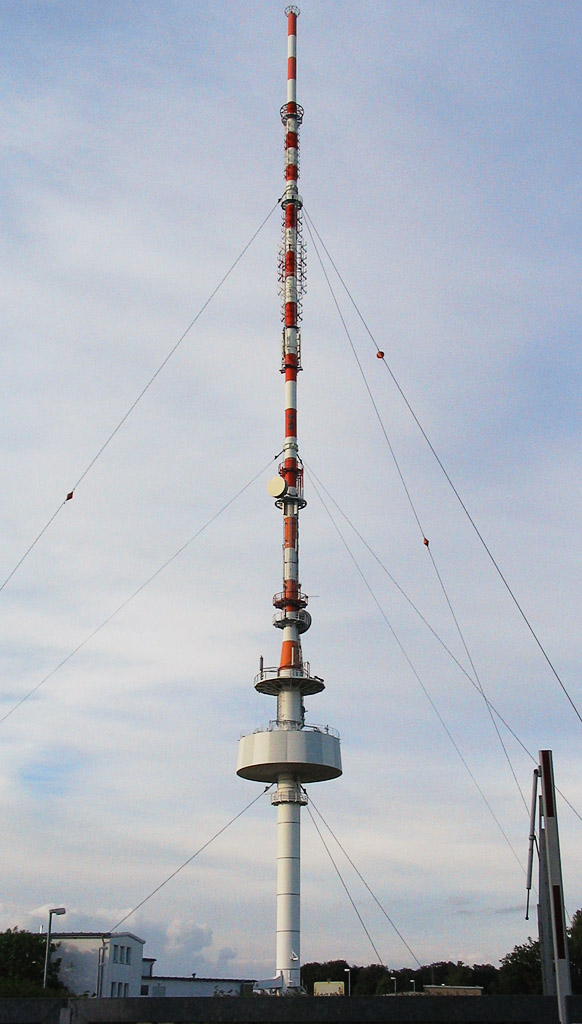